# Robert Gerwarth

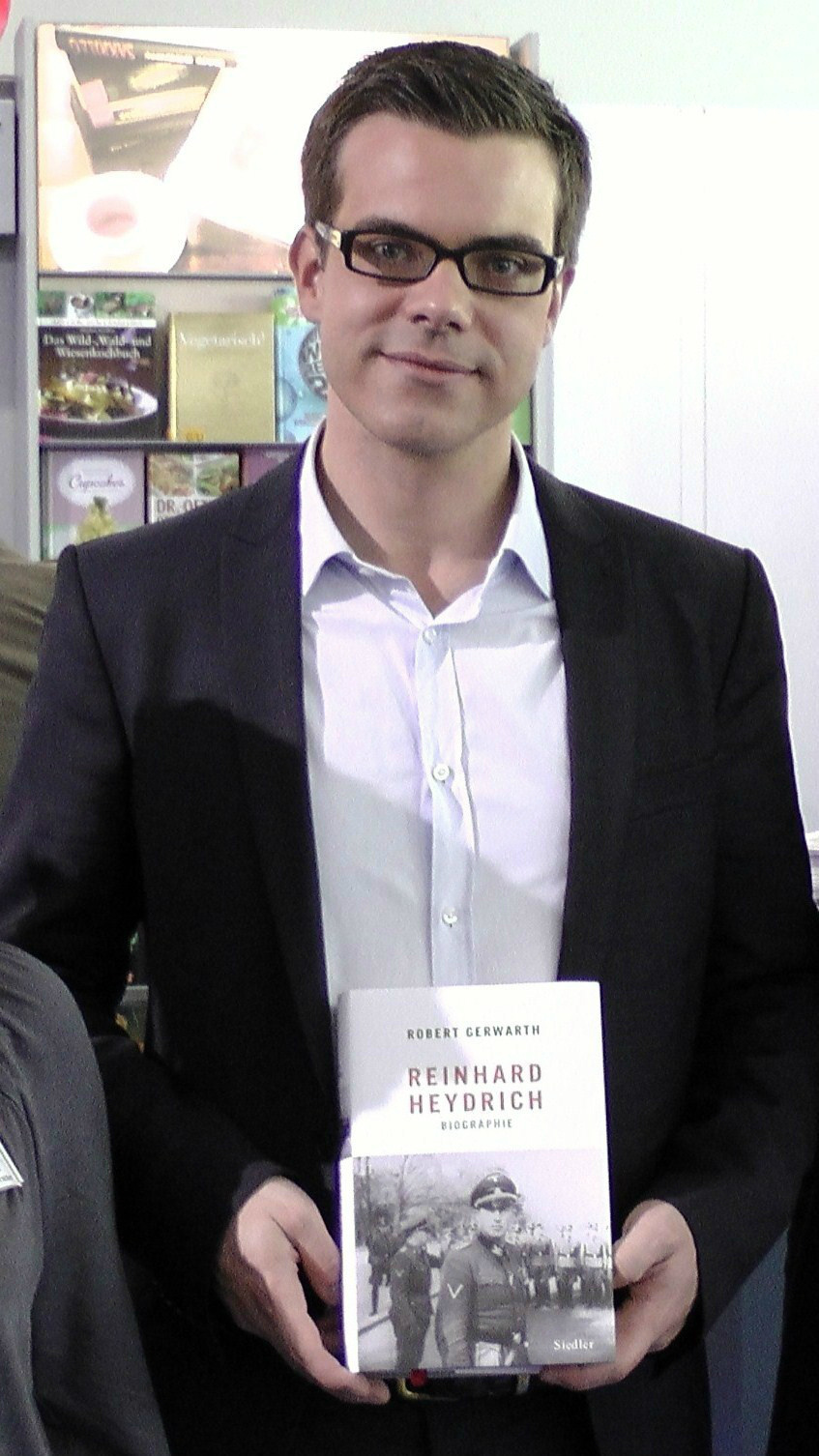
Robert Gerwarth en 2011

Robert Gerwarth (Berlín, 12 de febrero de 1976) es un historiador alemán y profesor universitario, especialista en historia europea y, en especial del periodo que abarca las dos guerras mundiales (1914-1945).

## Biografía
Gerwarth es máster en Historia y Política en la Universidad Humboldt de Berlín (2000) y doctorado en Filosofía por la Universidad de Oxford. Durante el tiempo que preparaba su doctorado obtuvo una cátedra de dos años de historia europea moderna. Poco después del doctorado se le otorgó una beca de la Academia Británica.
Gerwarth es profesor de historia europea en el University College Dublin y director del Centro de Estudios de Guerra de esta misma universidad.  Ha investigado y ejercido la docencia en las universidades de Oxford, Princeton y Harvard. Entre sus libros destacan Hitler’s Hangman: The Life of Heydrich (2011, en español Heydrich. El verdugo de Hitler La Esfera Libros, 2013), del que la crítica ha señalado la diligencia de Gerwarth en la búsqueda de archivos y otras fuentes en los Estados Unidos e Irlanda para investigar el tema. A Gerwarth se le atribuye haber disipado varios mitos sobre Heydrich; entre otros verificó que Heydrich no era judío y que había llegado relativamente tarde a la membresía en el Partido Nazi. La otra obra destacada de Gerwarth es The Vanquished: Why the First World War Failed to End (2016, en español Los vencidos. Por qué la Primera Guerra Mundial no concluyó del todo Galaxia Gutenberg, 2017). En ambas obras revisa aspectos clave de la historiografía del período de las guerras mundiales.
Finalmente, Gerwarth es editor de la serie de monografías de la Oxford University Press, The Greater War, 1912-23, que se publicará durante el centenario de la Primera Guerra Mundial.